# Саламанка (муниципалитет)
Саламанка (исп. Salamanca) — муниципалитет в Мексике, штат Гуанахуато, с административным центром в одноимённом городе. Численность населения, по данным переписи 2010 года, составила 260 732 человека.

## Общие сведения
Площадь муниципалитета равна 756 км², что составляет 2,47 % от общей площади штата, а наивысшая точка расположена в поселении Лос-Соларес и равна 2177 метрам.
Саламанка граничит с другими муниципалитетами штата Гуанахуато: на севере с Гуанахуато, на востоке с Сан-Мигель-де-Альенде, Санта-Крус-де-Хувентино-Росасом, Вильяграном и Кортасаром, на юге с Хараль-дель-Прогресо и Валье-де-Сантьяго, на западе с Пуэбло-Нуэво и Ирапуато.

## Учреждение и состав
Муниципалитет был образован в 1824 году, в его состав входит 334 населённых пункта, самые крупные из которых:
| Код INEGI | Населённый пункт                                                                           | Численность населения (2005 год) | Численность населения (2010 год) |
| --------- | ------------------------------------------------------------------------------------------ | -------------------------------- | -------------------------------- |
| 027       | Всего                                                                                      | 233623                           | 260732                           |
| 0001      | Саламанка (исп. Salamanca) 20°34′13″ с. ш. 101°11′50″ з. д.                                | 143838                           | 160169                           |
| 0161      | Вальтьеррилья (исп. Valtierrilla) 20°31′56″ с. ш. 101°07′39″ з. д.                         | 12118                            | 12713                            |
| 0135      | Сан-Хосе-Темаскатио (исп. San José Temascatío) 20°41′29″ с. ш. 101°15′35″ з. д.            | 4366                             | 5839                             |
| 0046      | Серро-Гордо (Сан-Рафаэль) (исп. Cerro Gordo (San Rafael)) 20°35′35″ с. ш. 101°07′34″ з. д. | 4774                             | 5460                             |
| 0087      | Лома-Пелада (исп. Loma Pelada) 20°34′20″ с. ш. 101°17′39″ з. д.                            | 4274                             | 4262                             |
| 0110      | Лос-Приетос (исп. Los Prietos (El Cajón)) 20°34′24″ с. ш. 101°15′59″ з. д.                 | 2933                             | 3359                             |
| 0043      | Карденас (исп. Cárdenas) 20°37′54″ с. ш. 101°13′12″ з. д.                                  | 2771                             | 2885                             |
| 0133      | Сан-Хосе-де-Мендоса (исп. San José de Mendoza) 20°41′28″ с. ш. 101°12′50″ з. д.            | 2247                             | 2445                             |
| 0118      | Эль-Рекуэрдо-де-Анкон (исп. El Recuerdo de Ancón) 20°38′17″ с. ш. 101°07′37″ з. д.         | 2140                             | 2405                             |
| 0059      | Эль-Дивисадор (исп. El Divisador) 20°34′38″ с. ш. 101°09′29″ з. д.                         | 1873                             | 2389                             |
| 0089      | Ла-Лус (исп. La Luz (La Cal)) 20°33′12″ с. ш. 101°10′52″ з. д.                             | 2157                             | 2345                             |
| 0034      | Баррон (исп. Barrón) 20°40′43″ с. ш. 101°05′02″ з. д.                                      | 1759                             | 1964                             |

## Экономика
По статистическим данным 2000 года, работоспособное население занято по секторам экономики в следующих пропорциях: сельское хозяйство, скотоводство и рыбная ловля — 14,1 %, промышленность и строительство — 35,3 %, сфера обслуживания и туризма — 47,1 %, прочее — 3,5 %.

## Инфраструктура
По статистическим данным 2010 года, инфраструктура развита следующим образом:
- электрификация: 99,3 %;
- водоснабжение: 97,6 %;
- водоотведение: 94,5 %.

## Фотографии

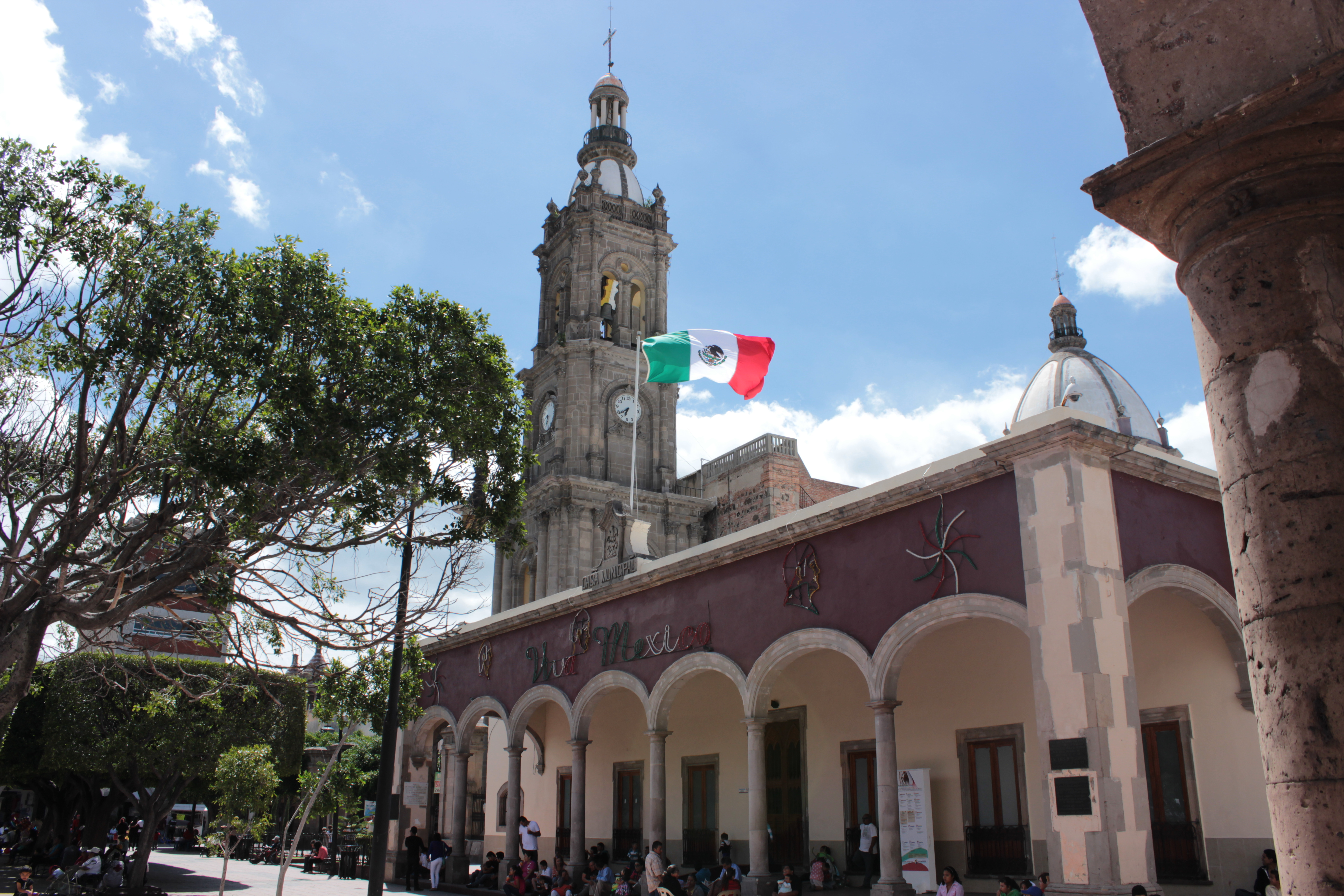
Здание администрации и церковь в Саламанке
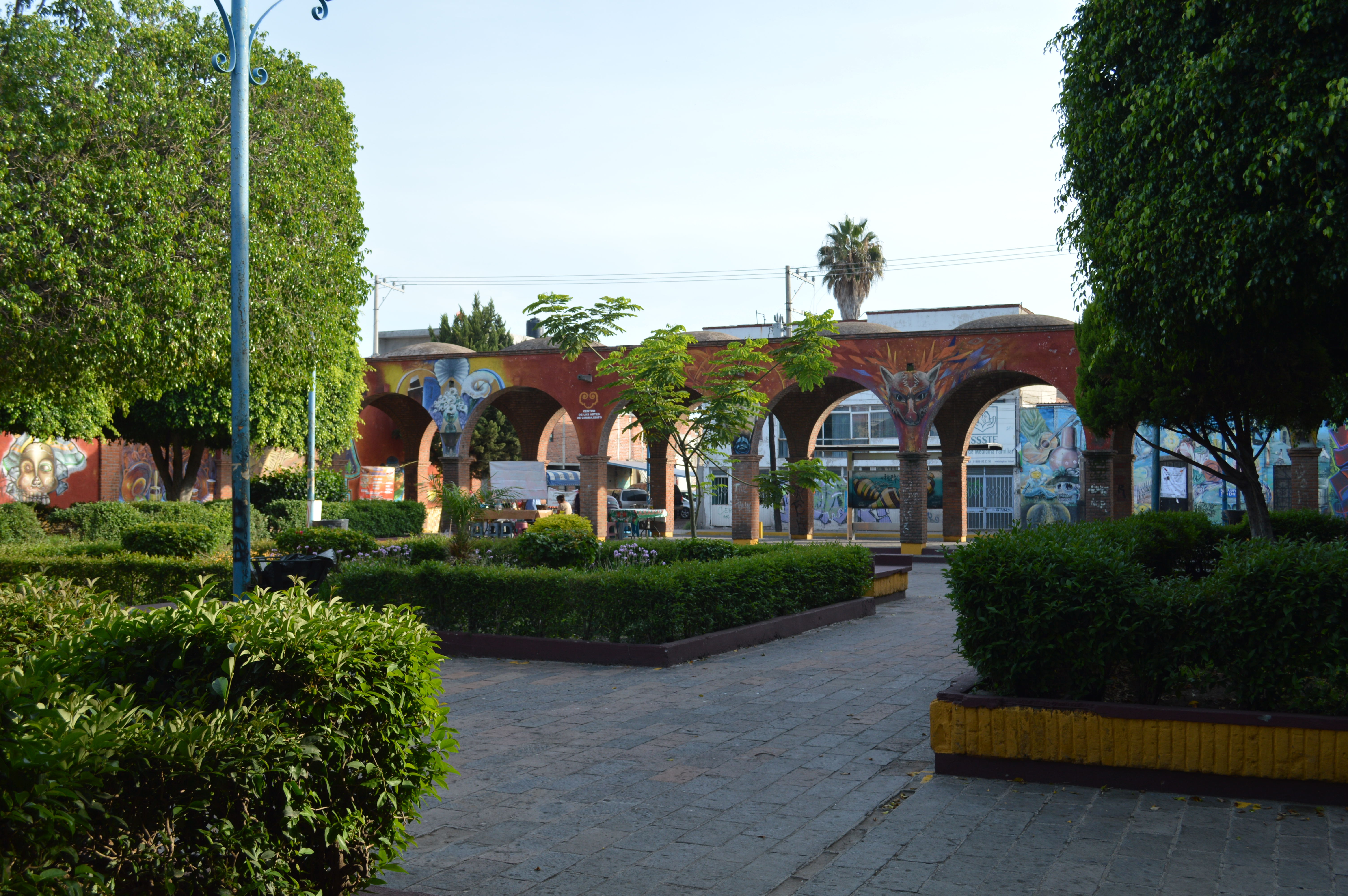
Сад Хиду в Саламанке
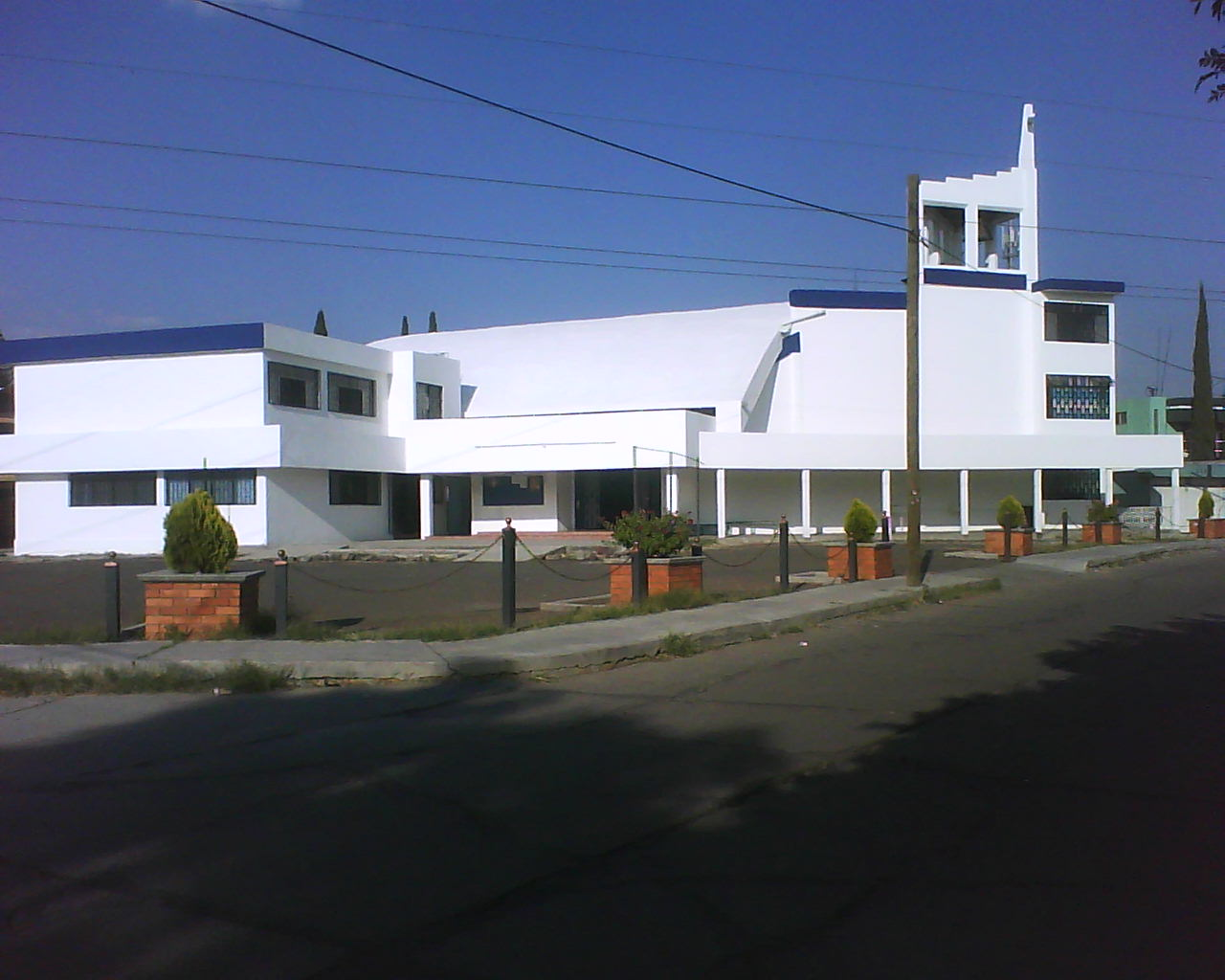
Церковь в Ла-Лусе
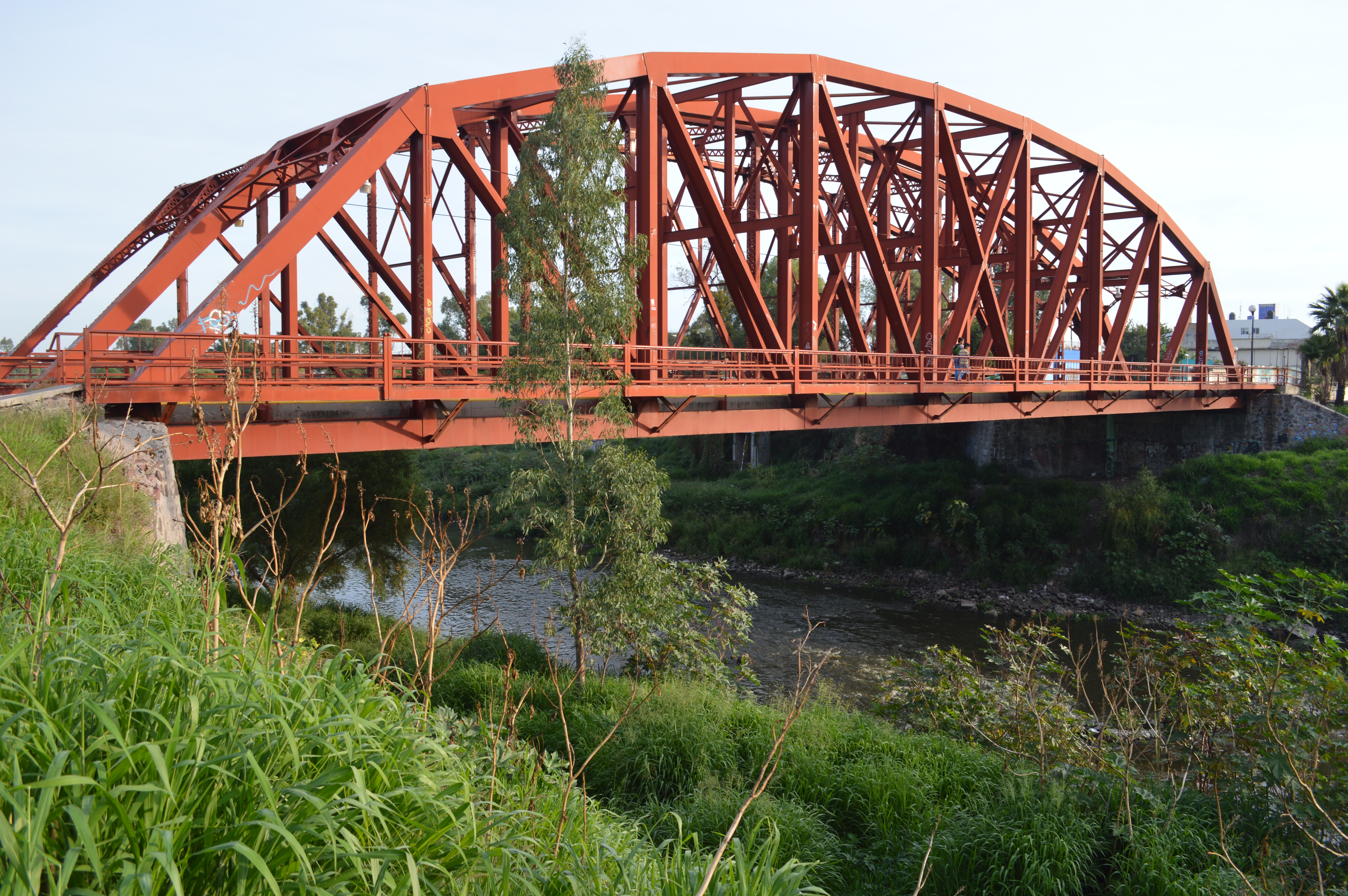
Мост через Лерму в Саламанке
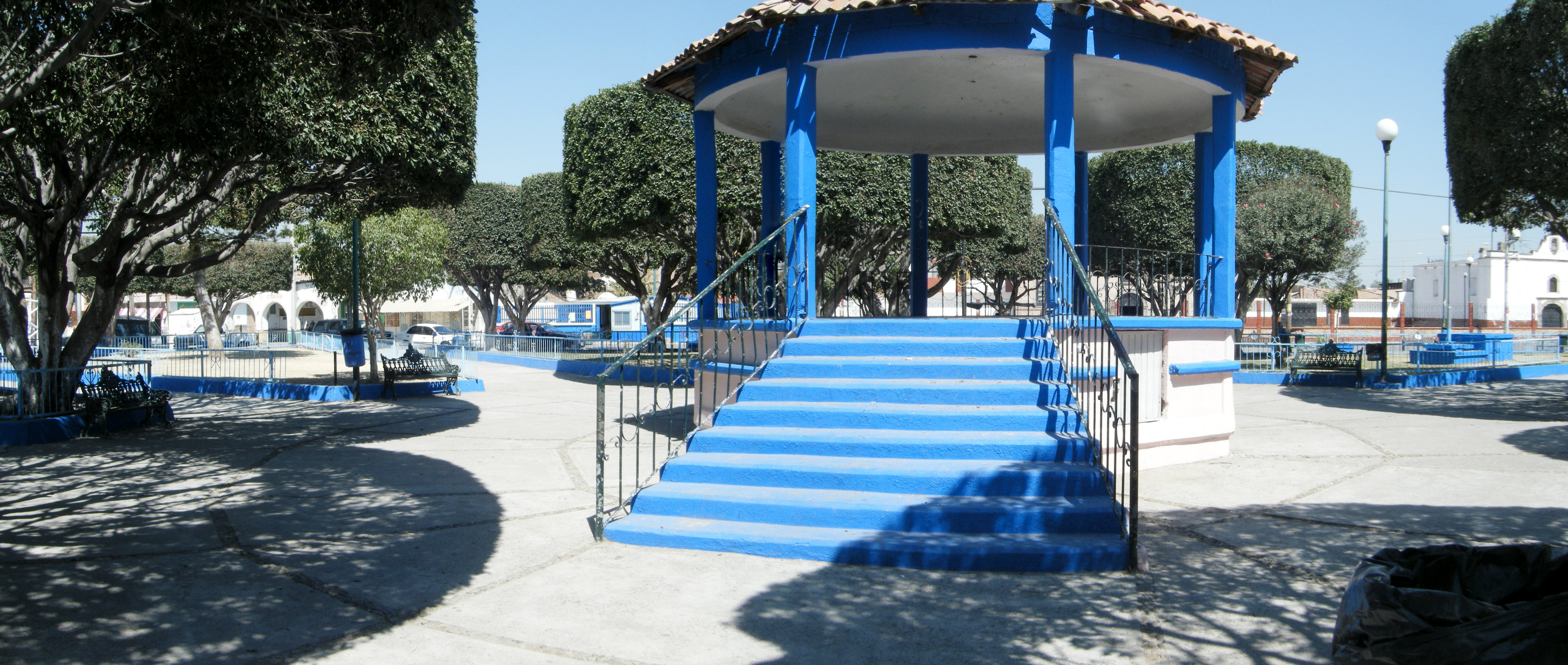
Центральный парк в Вальтьеррилье